# Phryneta elobeyana
Phryneta elobeyana là một loài bọ cánh cứng trong họ Cerambycidae.